# 早瀬理沙
早瀬 理沙（はやせ りさ、1970年10月20日 - ）は、日本の元AV女優。

## 活動
- 1989年にデビューした。
- 1991年に引退した。
- 美少女系AV女優としてデビューしたが、SM系にも出演をして幅広く活躍をした。

## 人物
異なるプロフィールがいくつかある。
- 「吸い込みのいい女」（1990年）のケース裏面のプロフィールでは、B:83・W:56・H:85としている[1]。
- FANZAプロフィールでは、B:78・W:55・H:80としている[2]。

好きな言葉:愛

## 作品

### ビデオ
1988年
- 断末魔 早瀬理沙・広瀬ますみ・愛田ゆう子（タイム）

1989年
- 卒業します 実践ビデオギャル入門講座（エル ELA-049）
- アラビアンナイトハーレム 広田まみ・有坂久美子・早瀬理沙 他（希宝舎 BC-0004）

1990年
- しるえっとロマンス（2月21日、ジェイ・ブイ・ディー／ミンク）
- 吸い込みのいい女（3月23日、VIP）
- ベッドの上で45分（4月12日、KUKI）
- 乳首だって恋をする（4月15日、ロコ）
- マニア解放区 素人手作りビデオ（5月14日、ロイヤルアート）
- とっても悪戯 冴木みちる・早瀬理沙（5月25日、アテナ映像）
- 制服願望（7月4日、KUKI）
- 性豪学園 制服の濡らし方 早瀬理沙・明日香ちなみ・手塚まゆみ（7月15日、ファイブスター）
- 保健室・パンティ調べ 手塚まゆみ・早瀬理沙・優里香（7月25日、二見書房）
- 生がすき（8月1日、ホップビデオ）
- ただのナニ好き（8月25日、アイビック）
- レンタルガール アー・モーレツ 早瀬理沙・明日香ちなみ・手塚まゆみ（9月5日、笠倉出版社）
- 淫乱劇場 熱い媚肉の若妻たち 早瀬理沙・樋口美緒・水多真理（9月7日、VIP）
- ザ・ナースメモリー 2 早瀬理沙・五島めぐ・加山なつ子（9月11日、笠倉出版社 AJV31-39）全3名
- 視激（10月1日、サザンクロスビデオアーツ）
- 糸引き ボディコン図鑑 早瀬理沙・明日香ちなみ・手塚まゆみ（10月20日、ファイブスター）
- 新・淫と乱 無差別攻撃 朝比奈樹里・藤崎あやか・早瀬理沙（10月27日、KUKI）
- ナース快楽館 小沢奈美・中原絵美・早瀬理沙・加山なつ子・五島めぐ（11月5日、ファイブスター FV-8835）全5名
- Collars! 首輪で飼おうボンデージドール 早瀬理沙・上田美緒（11月10日、大洋図書）
- アイビックスペシャル1990 PART7 愛川瞳・早瀬理沙・麻生まみ・水木彩 他（11月14日、アイビック）
- 課外授業・熱い囁き 恥ずかしがり屋の貴男も、すぐお電話下さい 早瀬理沙・上田美緒・五十嵐未来（11月20日、笠倉出版社）
- 乙女学園２ 濡れ濡れパンティー 早瀬理沙・明日香ちなみ・手塚まゆみ（12月、笠倉出版社）
- 尻ぬぐいの女 決裂（h.m.p PSV-043）
- リサの超淫力（h.m.p PSV-021）
- 大淫界（h.m.p／クリスティーヌ PMC-005）
- あげまんの・オ・ン・ナ（トラッド IT-10）
- にゅるにゅるスパイク（クリスタル映像 SC-27）
- ナースメモリー 愛欲（せいふく舎 SEK-07）
- びとびとプチマンマン（現映社／びあす）
- ザ・クライマックス アダルトビデオ通信 VOL.2 桜樹ルイ・早瀬理沙 他（アイディ出版 ID-02）
- 続・アラビアンナイトハーレム 早瀬理沙・有坂久美子・広田まみ 他（希宝舎）
- 絶頂オナニー 水島涼子・鮎川真理・早瀬理沙 他（希宝舎 CK-1145）
- 汚されたアルバム 卒業（アライコーポレーション）
- あぶない放課後 女教師スペシャル 7（V&Rプランニング VR-172）
- 精虫花（希宝舎）
- 悶絶花火（センターフィールド）
- パノラマ島 従軍記 上巻 早瀬理沙・沢田未菜子・上田美緒（宇宙企画）
- パノラマ島 従軍記 下巻 早瀬理沙・沢田未菜子・上田美緒（宇宙企画）
- 小悪魔'S 早瀬理沙・優里香・広田まみ（宇宙企画 BS-04）全3名
- 本番女優にデビュー ヌメヌメ編 早瀬理沙・吉村ゆう・清水奈々・広田まみ 他（KUKI RT-12）全6名
- 人犬白書（アルバトロスビデオ）
- 素敵な恋愛（ハッピーエンド）

1991年
- 欲望の吐息（1月11日、シネマジック）
- 原色VIDEO図鑑 OL倶楽部 3 早瀬理沙・中田めぐみ（1月27日、宇宙企画 UF-73）
- お義姉さんの下着 中原絵美・早瀬理沙・西村由美（1月、笠倉出版社）
- 制服ロマン娘 2 早瀬理沙・沢木まりえ・工藤ひとみ・木田彩水・森村あすか（2月14日、笠倉出版社 AJV32-18）全5名
- マリアナ ベストヒット 2 早瀬理沙・森村麗子・加藤さおり・五島めぐ 他（2月15日、ホップビデオ）
- ダイヤルQ2 過激にツーショット（3月20日、大陸書房）
- スコラビデオマガジン ビバ!スイートエンジェルス 5 高見沢杏奈・早瀬理沙・森川いづみ 他（6月、スコラ）
- おしゃぶり好きな天使たち（7月5日、コスミック出版 CV-1054）全11名
- あぶない制服 VS ランジェリーSPECIAL 25（10月5日、笠倉出版社 AJV32-51）全25名
- New Sexy Club 創刊号 斎藤みゆき・早瀬理沙（宇宙企画）
- 感度ピクピク（ダ・ダーン DD-001）
- エロ本DX 練磨変態倶楽部 森下亜弥・沢田未菜子・早瀬理沙（新東宝）
- 25時のイヴ（アールエーシー WTH-004）
- ナースメモリースペシャル 2 五島めぐ・木村由香・早瀬理沙・いとうしいな 他（せいふく舎 SE-129）
- スーパーエクスタシー5 PART 4 早瀬理沙・森下亜弥・中山美里 他（せいふく舎）
- ビデオ手記 わたしのいけない体験 2 吉永真弓・沢田未菜子・早瀬理沙 他（コスミック・インターナショナル）
- 妖櫻忌 花園の迷宮 早瀬理沙・立花あやか（アールエーシー）
- トロピカルホリデー（アイディ出版 FG-001）
- 女は夜開く 満開チューリップ（ダイヤビデオ）
- おしゃぶり姫（エイヴィジャパン）

1992年
- 緊縛ブルマー 2 凌辱されるブレザー制服たち 早瀬理沙・倉田まどか（3月25日、桜桃書房）
- 乙女のときめき 授業の後のお楽しみ 明日香ちなみ・手塚まゆみ（VISUAL ONE）
- 理沙の猥褻な狭間 早瀬理沙・浅野しおり（ルナ・エンタープライズ）
- 今夜、全てのベットで（アライコーポレーション CS-004）

1993年
- 悶絶バブルフェイス 川原琴美・久保田愛子・杉本笑・早瀬理沙 他（2月5日、アルテック）

1995年
- こんなに感じてちょっぴり怖い 鮎川真理 高橋めぐみ 早瀬理沙（2月10日、コスミックインターナショナル CV-114）全3名
- ナース伝説10年史 1 楠本みいな・中原絵美・早瀬理沙・森村あすか・早瀬理沙 他 全35名（4月3日、笠倉出版社）
- 情報ネットワーク 風俗王 AV女優とできる店 平井由美・早瀬理沙・武田りつ子 他（10月25日、ハートワークプロモーション）
- 風俗ウラ情報 2 早瀬理沙 他 全5名（10月31日、アトラス21／ザウルス）

2000年以降
- Adult Beauty 37 早瀬理沙 卒業します（2000年7月1日、ファーストミュージック）DVD
- Adult Beauty 44 ナースメモリー 愛欲（2001年6月28日、ファーストミュージック）DVD
- TWIN BABES VOL.01　早瀬理沙・星野聖子（2001年8月4日、ファンタドリーム）DVD
- Tokyo Diva Special Vol.1（2002年1月4日、A6 Inc）DVD 全4名
- ナースSEX20年史 デラックス（2004年11月12日、FIVE STAR DAJ-049）全15名
- ザ・ノーズプレイコレクションDX 2 葵のあ・新山愛里・成瀬るみ・加山なつこ・早瀬理沙 他（2007年7月4日、シネマジック）DVD
- Legend Special VOL.11 早瀬理沙（2009年2月27日、グラフィス）DVD ＊「ナースメモリー 愛欲」「生がすき」「人犬白書」を収録

発売年不明
- クライマックス シャワー 4（M&Aカンパニー VHS-1125260）VHS
- オタッチビデオ（夢中企画 MU-005）VHS
- 燃えつきるまで（ラブリー・クイーン）VHS
- コレクター北条満編集 28 制服を姦る!!淫乱看護婦コレクション 1 御藤静・みさとあかね・早瀬理沙 他（コレクターズ・システム販売 HJM-28）

### カセット
- マドンナメイトカセット 早瀬理沙 濡れたマイクを奥まで（1990年7月25日、二見書房）

## 書籍

### 写真集
- マドンナメイト写真集 早瀬理沙（1990年9月25日、マドンナ社）撮影:野川勇 ISBN 9784576900995
- 野川イサム写真集 染色体 根本美香・二階堂ミホ・松岡美江・村上レナ・早瀬理沙・庄司みゆき 他（1993年4月20日、竹書房）撮影:野川イサム ISBN 9784884752163

### 雑誌
- VIDE PAL 1990年8月号（東京三世社）
- マスカットノート 1990年9月号（大洋書房）
- 90年上半期 AVギャル図鑑（1990年9月6日、双葉社）
- 魅惑のランジェリー 1990年11月号（光彩書房）
- TOP TEN MATE 1990年12月号（若生出版）
- SUPER NUDE COLLECTION IV 桜樹ルイ・木田彩水・五島めぐ・あいだもも 他 全27名（1991年1月10日、スコラ）
- ベスト・ランジェリー No.11（1991年3月15日、光彩書房）

### コミック
- AVギャル初体験物語(2) 林かづき 五島めぐ 早瀬理沙 田中露央沙 桜樹ルイ 寺崎泉（著者:葉月かずお）（1991年4月10日、日本文華社）ISBN 9784821193356